# Metropolitan Center
Le Metropolitan Center est un complexe de trois gratte-ciel situés à Monterrey au Mexique. La tour 1, construite en 2016, s'élève à 126 mètres et abrite des résidences. La tour 2 et la tour 3, encore en construction, s'élèveront respectivement à 181 et 230 mètres et abriteront des résidences pour la première et un hôtel et des bureaux pour la seconde. 